# Conothele arboricola
Conothele arboricola là một loài nhện trong họ Ctenizidae.
Loài này thuộc chi Conothele. Conothele arboricola được miêu tả năm 1899 bởi Mary Agard Pocock.